# 3660 Lazarev
3660 Lazarev este un asteroid din centura principală, descoperit pe 31 august 1978 de Nikolai Cernîh.